# Kongesangen
Kongesangen ("Bài hát của Quốc vương") là Vương thất ca của Na Uy. Lời bài hát có nhiều phiên bản. Phiên bản đầu tiên (Gud sign vår Konge god, gi ham i farer mod) được viết bởi N. Vogtmann vào khoảng năm 1800, nhưng phiên bản được sử dụng ngày hôm nay và được trích dẫn dưới đây được viết bởi Gustav Jensen cho lễ đăng quang của Haakon VII và Maud của Liên hiệp Anh vào năm 1906 và sau đó được sử dụng trong Landstads reviderte salmebok. Nó được lấy cảm hứng từ quốc ca Anh Quốc, và được đặt theo giai điệu của "Chúa phù hộ Quốc vương". Ngay cả Henrik Wergeland đã viết một bản dịch của quốc ca, vào năm 1841.

## Lời bài hát
1
Gud sign vår konge god!

Sign ham med kraft og mod

sign hjem og slott!

Lys for ham ved din Ånd,

knytt med din sterke hånd

hellige troskapsbånd

om folk og drott!
2 
Høyt sverger Norges mann

hver i sitt kall, sin stand,

troskap sin drott.

Trofast i liv og død,

tapper i krig og nød,

alltid vårt Norge lød

Gud og sin drott.

### Dịch sang tiếng Việt
1
Chúa phù hộ cho vị vua tốt của chúng ta!

Ban phước cho anh ta với sức mạnh và lòng can đảm

ban phước cho nhà và lâu đài

Hướng dẫn anh ta với Thánh,

rèn bằng bàn tay mạnh mẽ của bạn

trái phiếu trung thành

xung quanh người và vua!
2
Những người đàn ông cam kết mạnh mẽ của Na Uy

mỗi cuộc gọi của anh ấy, trạm của anh ấy,

lòng trung thành với vua của mình.

Trung thành với sự sống và cái chết,

can đảm trong chiến tranh và đau khổ,

Na Uy luôn luôn vâng lời

Thiên Chúa và vua của nó.